# Alluitsup Paa
Alluitsup Paa (en danés, Sydprøven) es una localidad situada en el municipio de Kujalleq, en Groenlandia. Tiene una población estimada, a fines de 2023, de 147 habitantes.